# Si Hsaien Ben Abderrahmane
Sihsaien Ben  Abderr (franska: Sihsaien Ben  Abderr (CR), Sihsaien Ben  Abderr (Commune Rurale), arabiska: سبت سايس) är en kommun i Marocko.   Den ligger i provinsen El Jadida och regionen Casablanca-Settat, i den norra delen av landet, 160 km sydväst om huvudstaden Rabat. Antalet invånare är 6 507.